# H'Art Museum
H'Art Museum (нід. H'Art Museum) — музей і виставка на річці Амстел в Амстердамі. Музей був філією Ермітажу в Санкт-Петербурзі до березня 2022 року. Існував з лютого 2004 року під назвою «Ермітаж Амстердам» або «Ермітаж на Амстелі» як невеликий музей у прибудові, що виходить на канал Ніуве-Херенграхт, але в результаті проведеної з березня 2007 року по червень 2009 року реконструкції всієї будівлі під потреби музею він зайняв всю будівлю Амстельгофа. Музей був повністю реконструйований і офіційно відкритий 19 червня 2009 королевою Беатрікс і президентом Росії Дмитром Медведєвим. З 20 червня 2009 музей відкритий для відвідувачів. У 2022 році музей розірвав зв'язки із петербурзьким Ермітажем через початок повномасштабного вторгнення Росії в Україну. З 1 вересня 2023 року заклад носить сучасну назву.

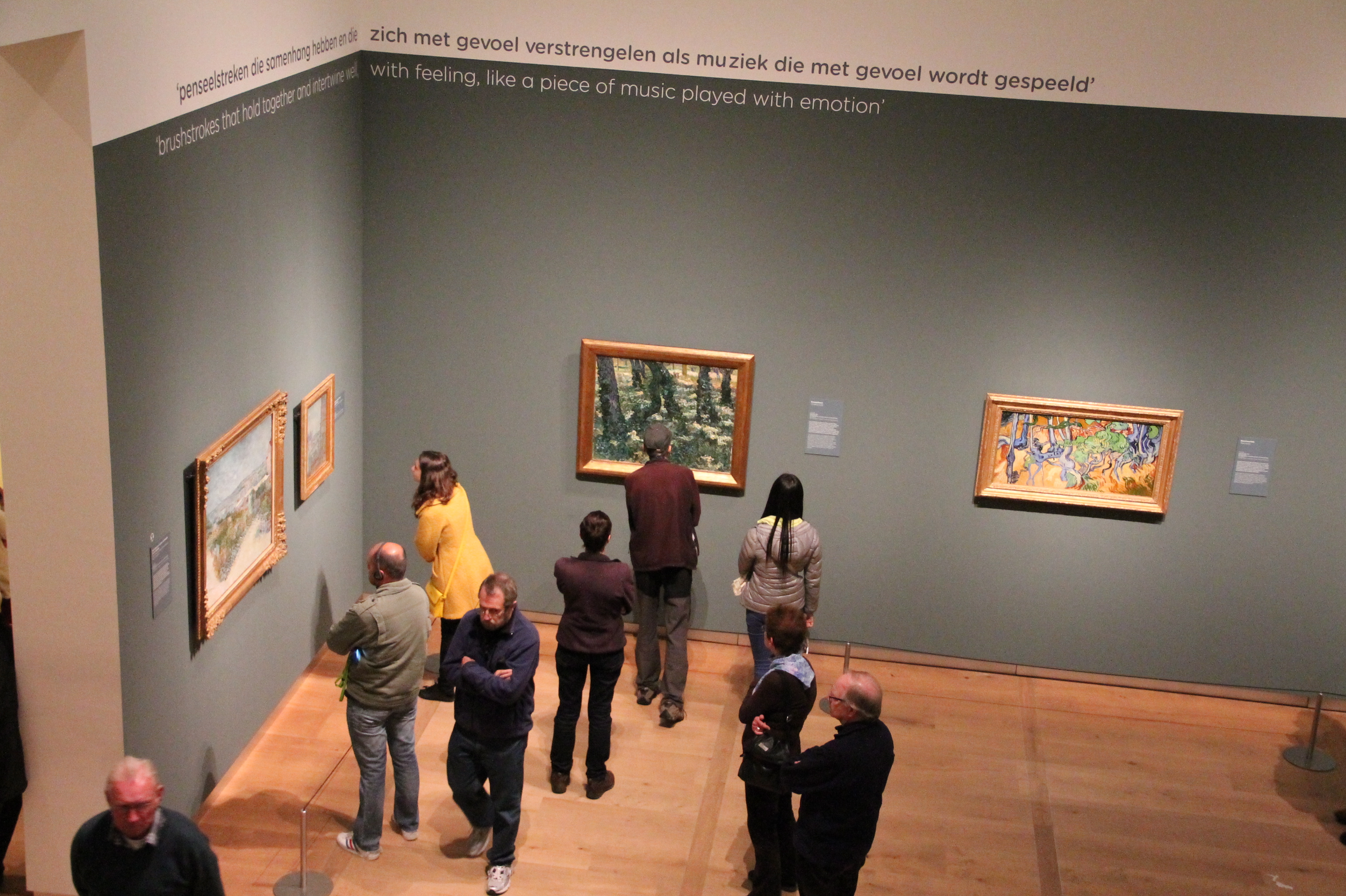
Експозиція музею

## Історія заснування
Для підтримки у фінансуванні величезної колекції Ермітажу в Санкт-Петербурзі були відкриті кілька філій у інших країнах. Після Лондона («Ермітажної кімнати» в Сомерсет-Хаусі, відкритої у 2000 році і закритої у 2007 році) і Лас-Вегаса (Музей Гуггенхайма, відкритий в 2001 році і закритий в 2008 році) вибір припав на Амстердам, що цілком логічно, оскільки засновник Санкт-Петербурга, цар Петро І, бував в Амстердамі і взагалі любив Нідерланди, а в XIX столітті майбутній нідерландський король Вільгельм II одружився з дочкою Павла I Ганною.
Ермітаж у Амстердамі сьогодні — це 4000 квадратних метрів виставкової площі, але без своєї власної колекції — композицію повинні складати тільки експонати із запасників Санкт-Петербурзького Ермітажу. У музеї організовуються тимчасові виставки, тривалістю від чотирьох місяців до двох років, Ініціатор проекту та директор Ермітажу в Амстердамі — Ернст Вен (нід. Ernst W. Veen).
З вартості вхідного квитка один євро надходить назад у Санкт-Петербурзький Ермітаж. Вхідний квиток на виставки коштує від 5 до 15 євро.
Унаслідок початку повномасштабного вторгнення Російської Федерації на територію України музей у 3 березня 2022 року розірвав зв'язки із петербурзьким Ермітажем. У червні 2023 року стало відомо, музей планують перейменувати на «H'Art». Перейменування відбулося 1 вересня 2023 року.

## Амстельгоф

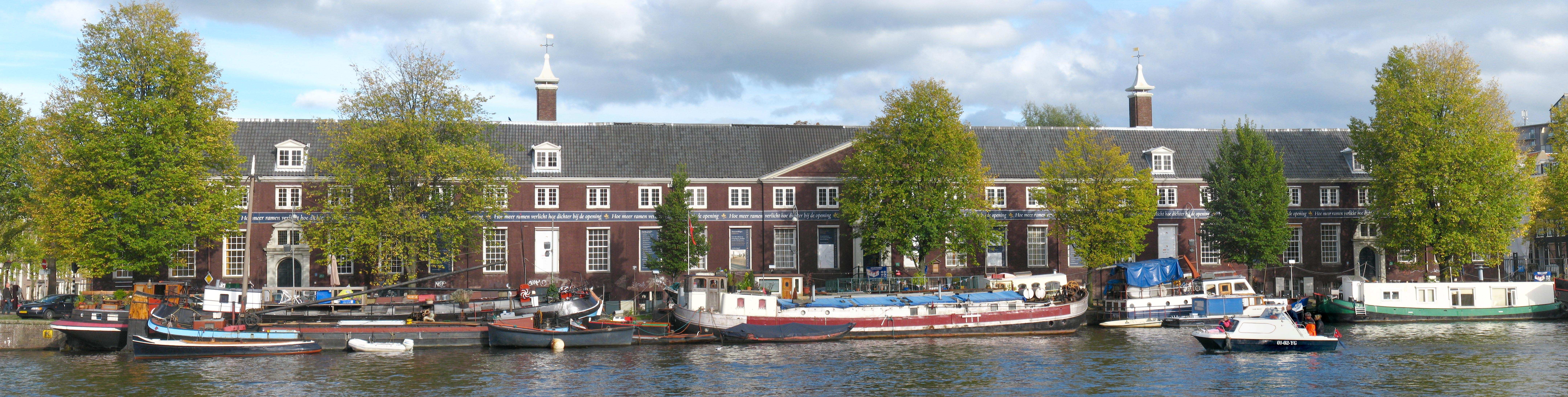
Панорама будівлі музею «Амстелхоф»

Музей розташований в будівлі «Амстельгоф», розташованій на річці Амстел між каналами Ніуве-Херенграхт і Ніуве-Кейзерсграхт. Ця добротно спроектована в класичному стилі будівля була побудована в 1681 році для будинку престарілих. Будівля являє собою квадрат, з великим внутрішнім двором. Не виключено, що і цар Петро бачив або навіть бував у ньому, коли в ньому вже жили постояльці. Однак до 1999 року будівля була визнана не відповідною сучасним стандартам для будинків пристарілих і заклад було перенесено в інше місце. Останні мешканці будинку престарілих в березні 2007 вирушили на нове місце свого проживання і між березнем 2007 і червнем 2009 рр. будівля була перебудована в музей за проектом архітектора Ханса ван Хесвейка. Деякі приміщення — такі, як церква, кімнати старшин і кухня — були збережені (відреставровані), а фасади відновлені.
Маленькі темні житлові кімнати і вузькі коридори змінилися просторими виставковими залами з природним освітленням. Все це доповнюється інфраструктурою сучасного музею: навчальним центром, аудиторіями, двома музейними магазинами і рестораном «Нева» з терасою. Значна частина будівлі відведена дитячим гурткам. Все це коштувало понад 40 млн євро. Ця реконструкція, на відміну від багатьох інших великих проектів Амстердама, була проведена в рамках бюджету і закінчена в заплановані терміни.

## Експозиції

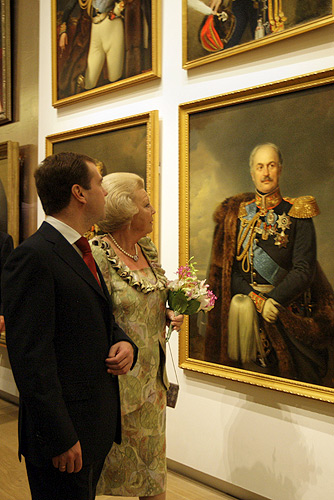
Дмитро Мєдвєдєв і королева Беатрікс на відкритті музею

### Заплановані
- Мистецтво Іспанії
- 1917. Від Романових до революції
- Голландські майстри
- Європейський неокласицизм
- Катерина II
- Ювелірні вироби з скарбниці Ермітажу

### Поточні
- Олександр, Наполеон і Жозефіна, історія про дружбу, війну і мистецтво з Ермітажу

28 березня — 8 листопада 2015

### Минулі
- Обід з царем. Тендітна краса з Ермітажу

6 вересня 2014 — 1 березня 2015
- Шовковий шлях: Березень 2014 — вересень 2014
- Гоген, Боннар, Денис. Смак Росії до французького мистецтва.

14 вересня 2013 — 28 лютого 2014
- Петро Великий

9 березня — 13 вересня 2013
- Вінсент: Музей Ван Гога в Амстердамі Ермітаж.

29 вересня 2012 — 25 квітня 2013
- Імпресіонізм: Сенсація та Натхнення. Найважливіше з Ермітажу.

16 червня 2012 — 27 січня 2013
- Рубенс, Ван Дейк і Йорданс. Фламандські художники з Ермітажу.

17 вересня 2011 — 15 червня 2012
- Блиск і слава. Мистецтво Російської Православної Церкви.

19 березня — 16 вересня 2011
- Безсмертний Александр Великий. Міф, реальність, його шлях, його спадщина.

18 вересня 2010 — 18 березня 2011
- Від Матісса до Малевича. Піонери сучасного мистецтва з Ермітажу.

6 березня — 17 вересня 2010